# August Simon
August Simon (* 30. Januar 1862 in Klostermansfeld; † 3. September 1926 in Bad Nauheim) war ein deutscher Bergwerksdirektor, der im Braunkohlenbergbau eine neue Methode zum Abteufen von Schächten in schwimmenden Gebirgen entwickelte.

## Leben
August Simon stammte aus einer Bergmannsfamilie im preußischen Mansfelder Seekreis. Bereits als Schüler lernte er den Kupferschieferbergbau in seiner Heimat kennen. Er fuhr am 1. April 1877 seine erste Schicht im 81. Lichtschacht unweit seiner Heimatstadt. So blieb es nicht aus, dass auch er den traditionellen Beruf des Bergmanns einschlug. An die Bergschule Eisleben ging er im Jahre 1881. Nach deren erfolgreichem Abschluss leistete er seinen Militärdienst beim Pionierbataillon Nr. 4 in Magdeburg. Danach erhielt er eine Anstellung als Steiger bei dem Douglasschen Braunkohlenbergwerk Alfred bei Tornitz. 1889 wurde er für neun Jahre Direktor der gewerkschaftlichen Grube Neue Hoffnung in der Nähe von Pömmelte. Dort entwickelte er als innovationsfreudiger Bergschulabsolvent ein neues Verfahren zum Schachtabteufen, bei dem er fest verbundene Bohlen  (Spundwände) verwendete, um in Schwimmenden Gebirgen eine festeren Halt zu erlangen. Diese Methode wurde nach ihm Simonsches Spundwandverfahren benannt.
1897 wurde August Simon Bergwerksdirektor der Gewerkschaft Burbach. Im gleichen Jahr wurde der Schacht Marie in Beendorf mit seiner Methode abgeteuft. Hier nahm August Simon seinen Dienstsitz. Häuslich ließ er sich hingegen in Helmstedt nieder. Dort wurde er 1913 Stadtverordneter und blieb als solcher bis 1921 im Amt.
Eine angeschlagene Gesundheit zwangen ihn, kürzerzutreten. Bei einem Kuraufenthalt in Bad Nauheim starb er im Spätsommer 1926.